# Le Pire du Soleil-Levant
Le Pire du Soleil-Levant ou D'oh-gun au Québec, 30 Minutes Over Tokyo en version originale, est le 23e et dernier épisode de la saison 10 de la série télévisée d'animation Les Simpson. L'épisode a d'abord été diffusé sur le réseau Fox aux États-Unis le 16 mai 1999. Dans cette aventure, après avoir été volés par le Serpent, les Simpson assistent à un séminaire afin d'apprendre à économiser de l'argent, notamment les moyens de limiter leurs dépenses. Ainsi, pour les vacances, la famille ne peut se permettre qu'un vol de dernière minute low-cost à l'étranger, le seul inconvénient étant qu'ils ne savent pas dans quel pays ils atterrissent jusqu'à ce qu'ils soient dans l'avion, c'est alors qu'ils découvrent qu'ils vont passer leurs vacances au Japon.
L'épisode a été écrit par Donick Cary et Dan Greaney, tandis que Jim Reardon a officié en tant que directeur. Ce fut un des derniers épisodes produit par ce trio, plusieurs guest-stars apparaissent dans l'épisode, notamment George Takei. L'épisode se moque de plusieurs aspects de la culture japonaise, y compris la cruauté des jeux télévisés japonais, jugés idiots et aberrants par le public occidental et américain.
L'épisode a été vu par environ huit millions de téléspectateurs lors de sa diffusion sur la Fox. En 2005, l'épisode a été proposé à la vente en DVD, et en 2007, il a été inclus dans le coffret de la dixième saison, toujours en DVD. Après la diffusion américaine, l'épisode reçut des critiques mitigées de la part des critiques. En raison d'une scène dans laquelle l'empereur du Japon est jeté dans un coffre rempli avec des lanières de sumo, l'épisode n'a jamais été diffusé au Japon, car la scène y est localement considérée comme irrespectueuse.

## Synopsis
Sur une suggestion de Lisa, mais surtout d'après Bart pour y voir des singes faire des trucs dégoûtants, la famille se rend dans un cybercafé. Alors qu'Homer consulte son compte en banque, le Serpent vole tout leur argent (12 100 dollars).
Homer décide de renflouer les caisses de la famille: il tente de cambrioler Ned, qui le découvre et lui fait la leçon  (Tu ne peux pas me cambrioler à chaque fois que tu as un facture à payer...). Homer remarque que beaucoup des appareils électroménagers de Ned semblent flambant neufs. Il demande alors à celui-ci comment il peut s'en sortir. Ned lui révèle son secret; il suit les conseils de Chuck Garabedian, un spécialiste des petites économies, et annonce qu'il donne une conférence prochainement à Springfield. Homer s'en va alors, en volant les billets de Ned.
Après avoir assisté à la conférence, où Garabedian dit qu'il ne faut pas lâcher la moindre pièce (qu'Homer prend au pied de la lettre et s'enfonce une pièce dans le corps), la famille applique les conseils. La famille décide de partir en vacances, par la méthode de Chuck Garabedian : elle attend à l'aéroport que des passagers se soient désistés pour prendre leur place gratuitement. Alors que Marge espère Hawai, Lisa Paris, Bart la Transylvanie ou Homer la Jamaïque, ils partent finalement au Japon en ayant de peu devancer les Flanders, ayant fait pareils qu'eux...
Arrivé au Japon, la famille s’installe dans un hôtel japonais, ou Homer à la flemme de faire glisser les panneaux servant de mur et de portes, avant d'aller manger dans un restaurant servant des plats américains (un Americatown, parodie des Chinatowns dans les autres villes du mondes) avant de visiter la ville. Or, la famille gâche malgré tout beaucoup d'argent, en achetant une pastèque carrée qui s'explose par terre en tombant des bras d'Homer en devenant ronde, en payant une caution pour libérer Homer et Bart de prison parce qu'Homer a jeté l'Empereur du Japon dans une caisse alors que ce dernier s’apprêtait à le féliciter pour avoir vaincu un joueur de  sumo, et enfin, alors que Lisa se plaint de nouveau de ne pas faire des activités locales, Homer, pour lui remonter le moral, lui fait un origami de grue avec le dernier billet qu'ils ont, celui pour rentrer chez eux, mais ce dernier s'envole.
Incapable de rentrer chez eux, ils demande de l'aide à l'ambassadeur des Etats-Unis, à l'ambassade des Etats-Unies du Japon, mais sans succès, ce dernier leur disant de trouver un travail. Ils en trouvent dans une usines où ils vident des poisons de leur entrailles, au moment d'une pause, la famille apprend l'existence d'un jeux télévisé qui remet aux gagnants ce qui veulent, ils décident d'y participer. Là, la famille enchaînent des épreuves humiliantes et cruelles (Homer se fait battre comme une Pinata, se fait électrocuter au sommet d'une tour par la foudre (ce qui nous permet d'apprendre que Barney se fait passer pour Homer lorsque Barney regarde la télévision dans le bar de Moe)), afin de devoir récupérer leur billets d'avions sur un pont suspendu au dessus d'un volcan en éruption. Alors que Lisa y va en premier, elle manque de tomber, forçant Marge à la secourir, puis Homer puis Bart, qui rattrape les billets, mais tombent tous dans la lave. Heureusement, il s'agissait encore là d'une farce, la lave étant de l'orangeade. Fâché, Homer critique alors sèchement les japonais en disant que ces jeux doivent être marrants et non être cruels et qu'ils se sont perdus en cours de route avant de s'en aller, mais les personnes présente n'en tienne pas compte et jettent des scorpion sur des québécois ayant une peur bleu de ces créatures, ce qui faire rire Homer malgré ce qu'il vient de dire.
Finalement, les Simpson repartent par avion, en ayant vécus une altercation avec Godzilla attrapant leur avion avant de le relâcher.